# Mahmoud Fayad

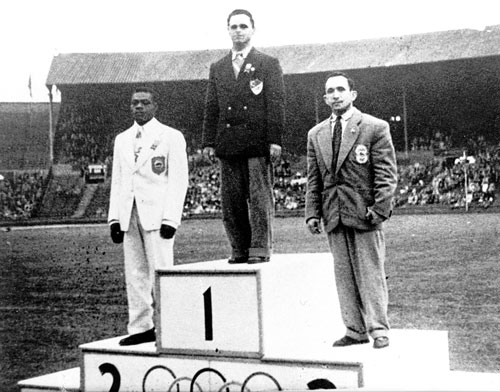
Fayad (Mitte) bei der olympischen Siegerehrung 1948

Mahmoud Fayad (arabisch محمود فياض, DMG Maḥmūd Fayāḍ; * 9. März 1925 in Alexandria; † 17. Dezember 2002 ebenda) war ein ägyptischer Gewichtheber und Olympiasieger 1948 im Federgewicht.

## Werdegang
Mahmoud Fayad begann in Alexandria in der Sportschule seines Bruders, der ägyptischer Meister im Ringen war, ebenfalls mit Ringen. Er fand aber schnell heraus, dass das Gewichtheben die für ihn besser geeignete Sportart ist und spezialisierte sich darauf. Er trat in den Olympischen Club Alexandria ein und trainierte bei dem Trainer Aziz bey Talaat. Mit 16 Jahren gewann er die Gebietsmeisterschaft von Alexandria mit 275 kg im olympischen Dreikampf. 1941 gewann er erstmals die ägyptische Meisterschaft im Federgewicht mit 305 kg. In den nächsten Jahren machte er weitere Fortschritte, konnte aber wegen des Zweiten Weltkrieges erst 1946 an seinen ersten internationalen Meisterschaften teilnehmen. Der Olympiasieg im Federgewicht 1948 in London war der Höhepunkt seiner Laufbahn. Da er nach 1951 zunehmend Gewichtsprobleme bekam und außerdem eine Rückenverletzung falsch diagnostiziert wurde, beendete er schon mit 27 Jahren seine aktive Laufbahn. Im Zivilberuf war Fayad Straßenbahnschaffner.

## Internationale Erfolge
(OS = Olympische Spiele, WM = Weltmeisterschaften, Fe = Federgewicht)
- 1946, 2. Platz, WM in Paris, Fe, mit 315 kg, hinter Arvid Andersson, Schweden, 320 kg;
- 1948, Goldmedaille, OS in London, Fe, mit 332,5 kg, vor Rodney Wilkes, Trinidad, 317,5 kg und Mohammad Jafar Salmasi, Iran, 312,5 kg;
- 1949, 1. Platz, WM in Scheveningen, Fe, mit 332,5 kg, vor Runge, Dänemark, 312,5 kg und Heral, Frankreich, 302,5 kg;
- 1950, 1. Platz, WM in Paris, Fe, mit 327,5 kg, vor Lopatin, UdSSR, 317,5 kg und Julian Creus, England, 305 kg.

## Weltrekorde
- 105 kg im beidarmigen Reißen, aufgestellt 1948 in London,
- 135 kg im beidarmigen Stoßen, aufgestellt 1948 in London,
- 332,5 kg im olympischen Dreikampf, aufgestellt 1948 in London.

(Anm.: Die Weltrekorde von Popow, UdSSR im beidarmigen Reißen mit 106, 107 und 108 kg in den Jahren 1937 bis 1939 und im Stoßen mit 127,5 und 136 kg in den Jahren 1936 und 1937 wurden vom internationalen Gewichtheberverband IWF nie anerkannt, da die UdSSR damals nicht Mitglied dieses Verbandes war.)